# Daiki Umei
Daiki Umei (梅井 大輝 Umei Daiki?, nacido el 5 de octubre de 1989 en Fukui) es un futbolista japonés que se desempeña como defensa.

## Trayectoria

### Clubes
| Club                | País  | Año         |
| ------------------- | ----- | ----------- |
| Yokohama F. Marinos | Japón | 2008 - 2009 |
| Thespa Kusatsu      | Japón | 2010        |
| Oita Trinita        | Japón | 2011        |
| Zweigen Kanazawa    | Japón | 2012        |
| Saurcos Fukui       | Japón | 2013 - 2015 |
| Fukushima United FC | Japón | 2016        |
| SC Sagamihara       | Japón | 2017 -      |

## Estadística de carrera

### J. League
| Club                | Año   | J. League | J. League | Copa J. League | Copa J. League | Total | Total |
| Club                | Año   | Part.     | Goles     | Part.          | Goles          | Part. | Goles |
| ------------------- | ----- | --------- | --------- | -------------- | -------------- | ----- | ----- |
| Yokohama F. Marinos | 2008  | 0         | 0         | 0              | 0              | 0     | 0     |
| Yokohama F. Marinos | 2009  | 0         | 0         | 0              | 0              | 0     | 0     |
| Thespa Kusatsu      | 2010  | 5         | 0         | -              | -              | 5     | 0     |
| Oita Trinita        | 2011  | 0         | 0         | -              | -              | 0     | 0     |
| Fukushima United FC | 2016  | 19        | 1         | -              | -              | 19    | 1     |
| SC Sagamihara       | 2017  | 31        | 1         | -              | -              | 31    | 1     |
| Total               | Total | 55        | 2         | 0              | 0              | 55    | 2     |